# 분류두공부시(언해) 권11~12
분류두공부시(언해) 권11~12(分類杜工部詩(諺解) 卷十一~十二)는 대구광역시 달서구, 동산도서관에 있는 조선시대의 금속활자본 책이다. 2001년 8월 3일 대한민국의 보물 제1051-2호로 지정되었다.
성종(成宗) 때 두보의 시를 모은 시집인 두시(杜詩)를 홍문관전한 유윤겸(弘文館典翰 柳允謙) 등이 왕명을 받아 제주(諸註)를 참고하여 국역한 것을 성종 연간(成宗 年間)에 을해 자본(乙亥字本)으로 인출(印出)하였는데, 권(卷)11〜 12가 합철(合綴)된 1책이다.
권(卷)11은〈사일양편(社日兩篇)〉의 시(詩)로부터 주몽(晝夢)까지 50편(篇)이 들어 있고, 권(卷)12는〈초월(初月)〉로부터〈청(晴)〉까지 47편이 들어 있다. 인본(印本)을 보면, 을해자중자(乙亥字中字) 및 소자(小字) 그리고 한글 활자(活字)로 찍었는데, 원문은 단행(單行), 언해는 쌍행(雙行)으로 되어 있으며, 한글에는 사성(四聲)의 방점(傍點) 표기(標記)가 되어 있다.
이 책은 영본(零本) 1冊이며 전존(傳存)이 희귀(稀貴)한 판본(版本)으로서 국문학·국어학(國文學·國語學) 및 서지인쇄사(書誌印刷史) 연구(硏究)에 중요한 자료로 평가된다.

## 같이 보기
- 두시언해
- 두시

## 참고 자료
- 분류두공부시(언해) 권11~12 - 국가유산청 국가유산포털